# بازی‌های مدیترانه ۲۰۰۵
بازی‌های مدیترانه ۲۰۰۵ (انگلیسی: 2005 Mediterranean Games) پانزدهمین دوره مسابقات بازی‌های مدیترانه است که از ۲۴ ژوئن تا ۳ ژوئیه ۲۰۰۵ در آلمریا، اسپانیا برگزار شده است. این بازی‌ها با حضور ۳٬۲۰۳ ورزشکار از ۲۱ کشور انجام شده است.

## کشورهای شرکت‌کننده
- آلبانی
- الجزایر
- بوسنی و هرزگوین
- کرواسی
- قبرس
- مصر
- فرانسه
- یونان
- ایتالیا
- لبنان
- لیبی
- مالت
- موناکو
- مراکش
- سان مارینو
- صربستان و مونته‌نگرو
- اسلوونی
- اسپانیا
- سوریه
- تونس
- ترکیه

## ورزش‌ها
- تیراندازی با کمان  (جزئیات)
- دو و میدانی  (جزئیات)
- بسکتبال  (جزئیات)
- والیبال ساحلی  (جزئیات)
- بولز  (جزئیات)
- بوکس  (جزئیات)
- قایقرانی  (جزئیات)
- دوچرخه‌سواری  (جزئیات)
- سوارکاری  (جزئیات)
- شمشیربازی  (جزئیات)
- فوتبال  (جزئیات)
- گلف  (جزئیات)
- ژیمناستیک هنری  (جزئیات)
- ژیمناستیک ریتمیک  (جزئیات)
- هندبال  (جزئیات)
- جودو  (جزئیات)
- کاراته  (جزئیات)
- روئینگ  (جزئیات)
- قایقرانی بادبانی  (جزئیات)
- تیراندازی  (جزئیات)
- شنا  (جزئیات)
- تنیس روی میز  (جزئیات)
- تنیس  (جزئیات)
- والیبال  (جزئیات)
- واترپلو  (جزئیات)
- وزنه‌برداری  (جزئیات)
- کشتی  (جزئیات)

## شرکت‌کنندگان
| کشور                | مرد  | زن   | مجموع |
| ------------------- | ---- | ---- | ----- |
| آلبانی              | ۳۵   | ۲۳   | ۵۸    |
| الجزایر             | ۸۴   | ۳۰   | ۱۱۴   |
| بوسنی و هرزگوین     | ۴۱   | ۷    | ۴۹    |
| کرواسی              | ۱۱۷  | ۸۳   | ۲۰۰   |
| قبرس                | ۲۳   | ۱۳   | ۳۶    |
| مصر                 | ۱۱۳  | ۲۴   | ۱۳۷   |
| فرانسه              | ۲۱۳  | ۱۵۵  | ۳۶۸   |
| یونان               | ۲۰۷  | ۱۳۴  | ۳۴۱   |
| ایتالیا             | ۲۴۱  | ۱۵۶  | ۳۹۷   |
| لبنان               | ۱۶   | ۴    | ۲۰    |
| لیبی                | ۳۴   | ۰    | ۳۴    |
| مالت                | ۲۶   | ۳    | ۲۹    |
| موناکو              | ۱۵   | ۱    | ۱۶    |
| مراکش               | ۱۱۰  | ۳۲   | ۱۴۲   |
| سان مارینو          | ۲۸   | ۵    | ۳۳    |
| صربستان و مونته‌نگرو | ۱۰۸  | ۴۵   | ۱۵۳   |
| اسلوونی             | ۹۸   | ۶۱   | ۱۵۹   |
| اسپانیا             | ۲۸۹  | ۱۷۴  | ۴۶۳   |
| سوریه               | ۲۸   | ۲    | ۳۰    |
| تونس                | ۹۹   | ۲۵   | ۱۲۴   |
| ترکیه               | ۲۰۰  | ۱۰۰  | ۳۰۰   |
| مجموع               | ۲۱۲۶ | ۱۰۷۷ | ۳۲۰۳  |

## جدول مدال‌ها
*   کشور میزبان (اسپانیا)
| رتبه           | NOC                       | طلا | نقره | برنز | مجموع |
| -------------- | ------------------------- | --- | ---- | ---- | ----- |
| ۱              | ایتالیا (ITA)             | ۵۷  | ۴۰   | ۵۶   | ۱۵۳   |
| ۲              | فرانسه (FRA)              | ۵۶  | ۵۱   | ۴۶   | ۱۵۳   |
| ۳              | اسپانیا (ESP)*            | ۴۵  | ۵۹   | ۴۸   | ۱۵۲   |
| ۴              | ترکیه (TUR)               | ۲۰  | ۲۴   | ۲۹   | ۷۳    |
| ۵              | مصر (EGY)                 | ۱۵  | ۱۰   | ۱۸   | ۴۳    |
| ۶              | یونان (GRE)               | ۱۳  | ۱۵   | ۳۱   | ۵۹    |
| ۷              | تونس (TUN)                | ۱۳  | ۷    | ۱۵   | ۳۵    |
| ۸              | اسلوونی (SLO)             | ۱۰  | ۸    | ۱۷   | ۳۵    |
| ۹              | الجزایر (ALG)             | ۹   | ۵    | ۱۱   | ۲۵    |
| ۱۰             | صربستان و مونته‌نگرو (SCG) | ۸   | ۹    | ۱۴   | ۳۱    |
| ۱۱             | کرواسی (CRO)              | ۵   | ۱۰   | ۱۱   | ۲۶    |
| ۱۲             | مراکش (MAR)               | ۳   | ۶    | ۳    | ۱۲    |
| ۱۳             | سوریه (SYR)               | ۱   | ۵    | ۵    | ۱۱    |
| ۱۴             | قبرس (CYP)                | ۱   | ۴    | ۲    | ۷     |
| ۱۵             | بوسنی و هرزگوین (BIH)     | ۱   | ۲    | ۳    | ۶     |
| ۱۶             | لیبی (LBA)                | ۱   | ۰    | ۱    | ۲     |
| ۱۷             | آلبانی (ALB)              | ۰   | ۲    | ۴    | ۶     |
| ۱۸             | سان مارینو (SMR)          | ۰   | ۱    | ۰    | ۱     |
| ۱۹             | مالت (MLT)                | ۰   | ۰    | ۱    | ۱     |
| مجموع (۱۹ NOC) | مجموع (۱۹ NOC)            | ۲۵۸ | ۲۵۸  | ۳۱۵  | ۸۳۱   |